# Lymantria diehli
Lymantria diehli är en fjärilsart som beskrevs av Alexander Schintlmeister. Lymantria diehli ingår i släktet Lymantria och familjen tofsspinnare. Inga underarter finns listade i Catalogue of Life.